# Geneva (Nebraska)
Geneva é uma cidade localizada no estado americano de Nebraska, no Condado de Fillmore.

## Demografia
Segundo o censo americano de 2000, a sua população era de 2226 habitantes.
Em 2006, foi estimada uma população de 2116, um decréscimo de 110 (-4.9%).

## Geografia
De acordo com o United States Census Bureau, a localidade tem uma área de 3,9 km², sem área coberta por água. Geneva localiza-se a aproximadamente 497 m acima do nível do mar.

## Localidades na vizinhança
O diagrama seguinte representa as localidades num raio de 20 km ao redor de Geneva.